# 姑娘
姑娘，对年轻的女性的称呼，類似於女孩。在现代、古代中文这个词是中性的，但需要注意的是即使在近代中文，这个词有时候指有钱人家中女傭（即「姐姐」），或者指妓院中尚未开始接客的幼女。在香港、澳門，姑娘常用來稱呼女社工、女傳教士、女護士、其他女性醫護人員、女警察、女獄警（另見阿Sir）。在港澳，對年輕、陌生的而又不清楚其婚姻狀況的女士會稱為小姐（另見先生），這是對一般女性廣泛、通用的稱謂，此義與中國大陸用法不同。另外，有些地方也會把小姑子（丈夫的妹妹）稱為姑娘，也有称父亲的姊妹（姑母）為姑娘的，《老残游记》第8回曰：“姑娘者，姑母之谓也。”小夫人，即是妾也稱姑娘，俞正燮《癸巳类稿·释小补楚语笄内则总角义》曰：“小妻：曰妾……曰姑娘。”娼妓也有稱姑娘，《儿女英雄传》第4回曰：“想来是将才串店的这几个姑娘儿，不入你老的眼，要外叫2个。”

## 其他同義方言（年輕女性）
小嫚、小妮、識字班、妹子、妹纸。